# 9 juillet 1912
Le mardi 9 juillet 1912 est le 191e jour de l'année 1912.

## Naissances
- Amadou Babacar Sarr (mort date inconnue), personnalité politique française
- D. G. Champernowne (mort le 19 août 2000), statisticien anglais
- Julien Ernest Allard (mort le 9 janvier 1999), politicien belge
- Willi Stadel (mort le 23 mars 1999), gymnaste artistique allemand